# Штриховець
Штриховець (словен. Štrihovec) — поселення в общині Шентиль, Подравський регіон‎, Словенія.